# Sciapus adhaerens
Sciapus adhaerens är en tvåvingeart som beskrevs av Becker 1922. Sciapus adhaerens ingår i släktet Sciapus och familjen styltflugor. Inga underarter finns listade i Catalogue of Life.